# 無限の猿定理

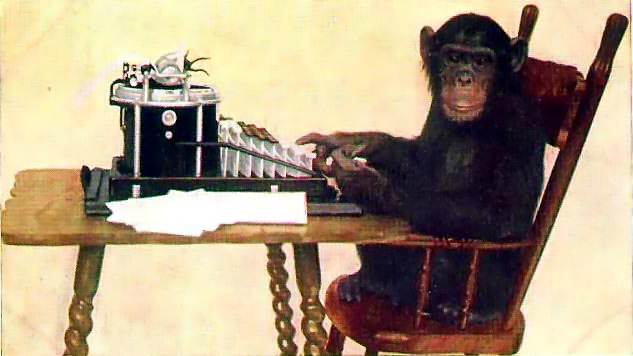
チンパンジーが十分に長い時間の間、でたらめにタイプライターのキーを叩き続けたと仮定すると、打ち出されるものはほとんど確実にシェイクスピアのある戯曲（なにか他の作品でもよい）を含むことになる。

無限の猿定理（むげんのさるていり、英語: infinite monkey theorem）とは、十分長い時間をかけてランダムに文字列を作り続ければ、どんな文字列もほとんど確実にできあがるという定理である。比喩的に「猿がタイプライターの鍵盤をいつまでもランダムに叩きつづければ、ウィリアム・シェイクスピアの作品を打ち出す」などと表現されるため、この名がある。

## 概要
この「定理」は、巨大だが有限な数を想像することで無限に関する理論を扱うことの危険性、および無限を想像することによって巨大な数を扱うことの危険性について示唆を与える。猿の打鍵によって所望のテキストが得られる確率は、たとえば『ハムレット』くらいの長さのものになると、極めて小さくなる。宇宙の年齢に匹敵する時間をかけても、実際にそういったことが起こる見込みはほとんどない。しかし、定理は「十分長い」時間をかければ「ほとんど確実」にそうなる、と主張する。
この定理をたとえる話にはさまざまなバリエーションが存在する。タイピストを複数、さらには無限の数にまで拡張しているものもあり、目標とする文章量を図書館の蔵書すべてとするものから、たったひとつの文とするものまである。定理が厳密に記述されるよりもずっと前から、実質的に定理に関連する着想を多くの者が得ている。その歴史はアリストテレス『生成消滅論』やキケロ『神々の本性について』にまでさかのぼり、ブレーズ・パスカル、ジョナサン・スウィフトらを経て、タイプライターを小道具に用いる現代の諸命題にまで連なる。20世紀初め、エミール・ボレルとアーサー・エディントンは、統計力学の基礎における暗黙のタイムスケールについて説明するために、この定理を用いた。また、キリスト教護教論者（創造論者）とリチャード・ドーキンスの双方が、この定理の猿を進化のたとえとして用いることは妥当だと主張している。
現代においても、打鍵する猿への大衆的な関心が止むことはなく、数多の文学作品、テレビやラジオ、音楽、インターネット上で取り上げられ続けている。2003年、6匹のクロザルを使った実験が行われたが、この猿たちが文学界にもたらしたものは、ほとんど「S」の字だけからなる5ページのテクストのみであった。

## 「定理」の数学的な解釈
定理の主張に含まれる「十分長い」、「ほとんど確実」といった言葉は確率論およびその基礎となる解析学において厳密に定義された用語であり、したがって定理の主張は数学的に意味のある主張である。ただし「ほとんど確実に」という言葉は測度論に基づく確率論で用いられる語であり、主張の内容を正確に理解したり証明したりするには測度論を必要とする。証明にはボレル-カンテリの補題を用いる。
ここではそのような厳密な議論には立ち入らず、この定理の言わんとすることを初等的に考察してみる。話を簡単にするため、タイプライターのキーがちょうど100個あるとする (この数は実際のキー配列での数に近い)。例えば「monkey」という1単語からなる文章は全部で6文字あるので、ランダムにキーを叩いて、「monkey」とタイプされる確率は、
{\displaystyle {\begin{aligned}{\frac {1}{100}}\times {\frac {1}{100}}\times {\frac {1}{100}}\times {\frac {1}{100}}\times {\frac {1}{100}}\times {\frac {1}{100}}&=\left({\frac {1}{100}}\right)^{6}&={\frac {1}{1000000000000}}\end{aligned}}} (1兆分の1)
である (ここでは、タイプの一様性と独立性を仮定している)。これは非常に小さな確率であるが、0ではないため、猿が「ランダムに6個のキーを打つ」という操作を非常に多くの回数繰り返せば「monkey」という文字列がタイプされる確率は100%に非常に近くなる。
文章中の文字数が7つ、8つと増えるごとに、その文章が打たれる確率は減ってゆくが、いずれにせよ0にはならないから、7文字の文章であろうと8文字の文章であろうと、根気よくランダムにキーを打ち続ければ、いつかはその文章が打たれることになる。同様に考えれば、一冊に何万もの文字を含むシェイクスピアの著作であっても、いずれは打ち出されることになるのである。
しかし、文章が含む文字の数が増えれば増えるほど、その文章が打たれる確率は指数関数的に減少し、そのような文字列が現れるのに必要な時間の期待値はとてつもない速度で上昇していくことにも注意しなければならない（指数関数時間を参照）。例えば仮に1秒間に10万文字打てるとしても、たった100文字の文章を登場させるのに要する時間は100億年の1無量大数倍の1000京倍（すなわち1097年）にもなる。まして、猿が『ハムレット』一冊を打つのにかかる時間は途方もない長さである。このように、理論上は有限の時間で猿はどんな文章でも打てるが、そのために要する時間は想像を絶するほど大きなものである。
このように人間の直観的にはあり得ないと思えるが、数学の定理上において無限の猿定理は当たり前に成り立つ解釈でもある。
ハムレットを20万文字と仮定すれば、それが打たれる確率は100分の1を20万乗した値となる。その分母である100200000は、グラハム数と比べればゼロに近いほど小さい数値である。そして「十分長い」とはそのグラハム数すらゼロに近いほど大きい数値を定義している。そのため、確率分母100200000はあっという間に飲み込まれてしまう。そのため、ハムレットは「十分長い」時間の中でほとんど確実に猿にタイプライターで打たれることになる。

## 歴史

### 起源
打鍵する猿の観念は (それが猿のたとえで表現されるかどうかはともかく) 古くから知られていた。

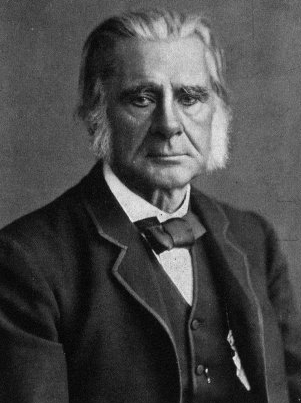
トマス・ハクスリーがサミュエル・ウィルバーフォースとの論争の際にこの理論の一変種を提唱したと言われることがあるが、誤りである。

ジェームズ・ジーンズは、1931年の著書 “The Mysterious Universe” で、猿のたとえ話の起源は「ハクスリー」(おそらくトマス・ヘンリー・ハクスリーを指すのであろう) にあるとした。これは誤りである。今日ではさらに、つぎのように言われることもある——1860年6月30日に、オックスフォードで開催されたイギリス科学振興協会でハクスリーがチャールズ・ダーウィンの『種の起源』をめぐり国教会オックスフォード主教サミュエル・ウィルバーフォースと交わした伝説的な論争 (1860年オックスフォード進化論争) の際に、ハクスリーが例として引いたのだ、と。この逸話は根拠に乏しいばかりか、1860年代にはタイプライター自体がまだ出現していなかったという事実があるため、信じがたい。霊長類の扱いは、別の理由で論議の的となっていたのである。ハクスリーとウィルバーフォースの論争には、猿に関わるこんな一幕があった——主教は祖母と祖父どちらの家系から猿の血を引いているのかとハクスリーに問うた。ハクスリーは、主教どののように不正直な弁論をなさる御仁の血よりは猿の血を引く方がましとの旨を答えた。
アルゼンチンの作家ボルヘスは、1939年の「完全な図書館」(La biblioteca total) と題したエッセイで、無限猿の観念の歴史をアリストテレスまで遡って論じた。『形而上学』(μεταφυσικ) でアリストテレスは、原子（アトム）のランダムな組み合わせによって世界が現出するというレウキッポスの見かたを紹介し、原子自体はそれぞれ類似的だが、形態、配列、位置の差別が起こりうるのだと説明している。また彼は『生成消滅論』(περ γενσεω και φθορ, De generatione et corruptione) で、この考えかたを同じような「原子」つまりアルファベットの文字から悲劇でも喜劇でも作り出せるということにたとえている。3世紀後のキケロは『神々の本性について』(De natura deorum) で、このような原子論者の世界観に反駁した。
しかし、そのこと〔粒子の偶然の衝突で宇宙が誕生したということ〕が起こりえたと考える者は、どうして次のことに考えが至らないのか、わたしは理解に苦しむ。すなわち、黄金製であれ何であれ、二十一種類のアルファベットの文字を数えきれないほど集めて何かある容器の中に投げ込み、それらを攪拌して地面に投げ出すと、たとえばエンニウスの『年代記』のように、読者にとってちゃんと読める形になって並ぶとはどうして考えないのか。もっとも、わたしは、幸運の助けを借りたとしても、たった一行の詩句さえまともにできるかどうか、いぶかしく思っているのだが。— 山下太郎訳。亀甲括弧内は引用者が補った。
ボルヘスはこの主張の歴史を辿ってブレーズ・パスカルやジョナサン・スウィフトに触れるなかで、彼の時代には言い回しが変化しているのを認めた。1939年当時、この成句は「六匹の猿でも筆記用具さえあてがわれれば、遼遠なる未来には大英博物館の全蔵書を書き上げるであろう」となっていたという（ボルヘスは「厳密には、不死の猿一匹で充分であろう」と付け足している）。

### 浸透
無限の猿定理とそれが喚起するイメージは、確率の数理を一般向けに解説する際の常套句となったため、教育現場でよりはむしろ大衆文化を通じて広く知られるようになった。
ホフマン (Hoffmann) とホフマン (Hofmann) は、2001年の論文「猿とタイプライターとネットワークと——偶発的卓越性の理論から見たインターネット」の序章で、この定理が地道にしかし広く一般にひろまっていることを注意した。2002年のワシントン・ポスト紙の記事にはこうある——「少なからぬ人々が、無限の数の猿が無限の数のタイプライターで無限の時間をかければ、いつかシェイクスピアの作品ができあがるかもしれないという考えを楽しんでいる」。2003年、前述のArts Councilが実在の猿とコンピュータのキーボードを使った実験に出資し、このことは広く報道された。2007年、『WIRED』誌はこの定理を「史上8大思考実験」のひとつに挙げた。

## 使用例と論争

### 文学

#### 文学理論
R・G・コリングウッドは1938年、芸術は偶然によっては生み出されないと主張し、彼の批評家たちへの皮肉をこめて次のように書いた。
〔…〕ある者は、猿がタイプライターをいじくっているうちに〔…〕シェイクスピアの完全なテクストを生み出すことはあると指摘し、この提案を受け入れなかった。暇をもてあましている読者は、なぐさみに、この確率が意味のある大きさになるまでにいったいどのくらい時間がかかるものか、計算してみるとよい。しかし、この提言の関心はそこにはない。人間が書物のページに印刷された文字の列をシェイクスピアの「作品」と一致するとみなす際の心的状態を明らかにしようとするところにある。—
ネルソン・グッドマンは逆の立場をとる。キャサリン・エルギンやボルヘス『『ドン・キホーテ』の著者ピエール・メナール』の例を引いて、次のように論点を述べた。
メナールが書いたものは、テクストの別稿であるにすぎない。われわれのだれにでも同じことができる。輪転機や複写機にもできる。よくこう言うではないか——無限に多くの猿がいて〔…〕いつかその一匹がテクストの複製を生み出す、と。われわれの手になるこの複製は、セルバンテスの手稿にも、メナールの手稿にも、これまでに印刷された書物の一冊一冊にもひけをとらない『ドン・キホーテ』という作品の実物なのだ。—
別の著書でグッドマンは自説をさらに敷衍している。「猿がでたらめに複写物を作り出すと考えても、かわりはない。それは同じテクストである。それはどこをとっても同じ解釈を受ける。〔…〕」ジェラール・ジュネットはグッドマンの主張に疑問を呈し、これを退けている。
ホルヘ・グラシアによれば、テクストの同一性に対する疑義はさらなる疑義を呼び起こす。作者というものへの疑義である。猿は『ハムレット』の意味を理解できないがゆえに、作者としては不適格である。にもかかわらず『ハムレット』を打ち出す能力を持てばよいのであれば、テクストに作者などいらなくなる。これに対する解答のひとつは、テクストを発見しそれが『ハムレット』と一致することを認めた者が作者である、と言うことである。あるいは、シェイクスピアが作者であり、猿はその代行者で、テクストを発見する者はテクストの利用者にすぎない、と言うこともできる。これらの解答には難点がある。テクストが、それに関わる者たちとは無関係に意味を持ってしまうのである——シェイクスピアが生まれるより前に猿が作業していたら、いったいどうなるのか。あるいは、シェイクスピアなどこれまで生まれたこともなかったとしたら、どうなるのか。猿が打った原稿を誰も発見してくれなかったらどうか。

#### ボルヘス

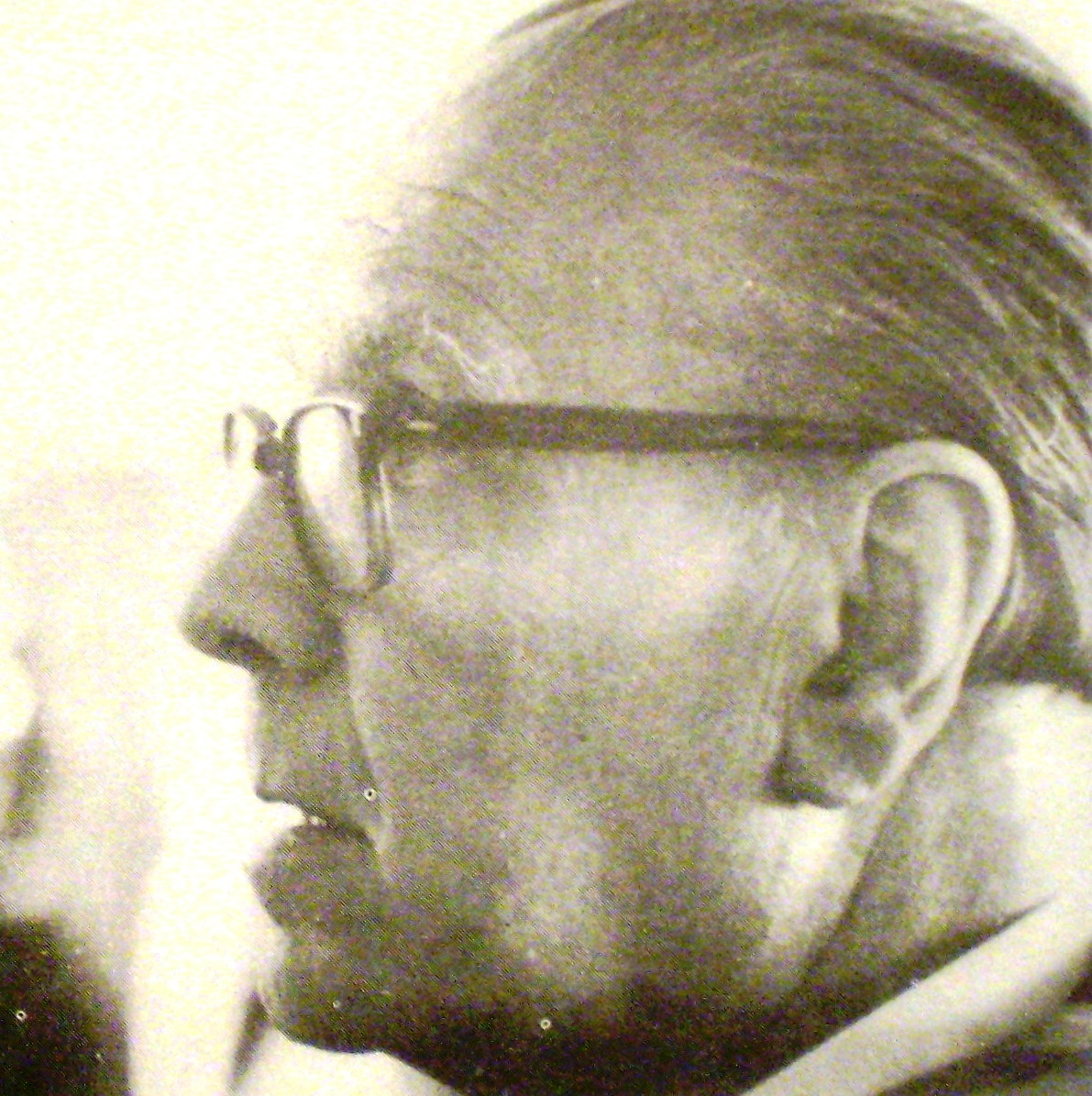
ホルヘ・ルイス・ボルヘスは「完全な図書館」の観念の歴史を跡づけた。

ボルヘスは『完全な図書館』の中で、「完全な図書館」の企てが最高潮に達したときに生み出されるであろうものを想い描く。
その目もくらむほどの蔵書のなかにはすべてのものがあるだろう。すべてのもの——未来の詳細な歴史、アイスキュロスの『エジプト人』、ガンジス河の水が空飛ぶ鷹の影を映した正確な回数、ローマの隠された真実の名称、ノヴァーリスが編集したであろう百科辞典、一九三四年八月十四日の夜明けにわたしが見た夢と夢の中の夢、ピエール・フェルマの定理の証明、『エドウィン・ドルード』の書かれざる数章、その同じ数章の、ガラマンテス族がしゃべっていた言語への翻訳、バークリーが時間について考えた未発表の逆説、ユリゼンの鉄の書、千年の周期がめぐらぬうちはなにも告げようとしないであろう、スティーヴン・ディーダラスの早過ぎた顕現（エピファニア）、バシレイデスのグノーシス的福音、シレーヌたちが歌った歌、全蔵書の忠実な目録、その目録の誤謬表。すべてのものがあるが、理にかなった一行あるいは正しい情報一つのために、何百万というばかげた同音重複、言葉のごたまぜ、支離滅裂があるだろう。すべてのものがあるが、もしかしたらこの目くるめくばかりの書棚——昼なお暗く、混沌を孕んでいる書棚——が、読むにたえるただの一ページとして与えてくれないうちに、何世代もの人間が死んでゆくかもしれない。— 土岐恒二訳。
ボルヘスの完全な図書館の観念は、よく知られた1941年の短篇『バベルの図書館』(La biblioteca de Babel) の主題となっている。ここで描かれるのは、六角形の部屋が無数につながってできた想像を絶する規模の図書館であり、アルファベットと若干の句読記号でもって書かれうるどんな書物でも、そのどこかに納まっているとされている。

#### その他の文学作品
ジョナサン・スウィフト『ガリヴァー旅行記』(1726年)
ガリヴァーはバルニバービに立ち寄った際に「どんな無知な人間でも〔…〕立派に哲学や詩や政治や法律や数学や神学に関する書物が書ける」というふれこみの装置(ザ・エンジン）を見学する。装置には同国の言語のあらゆる単語が収納されており、それらを機械的に組み合わせて文章らしきものを作り出す。装置の発明者は、これを書き写していけば「すべての技術と学問に関する完全な百科全書」ができると考えている。スウィフトはこの描写によって、実社会の役に立たない研究に没頭する当時の科学界を風刺している。同様の着想は彼のエッセイ『精神の諸能力に関する俗説』にも見られる。
ルイス・キャロル『シルヴィーとブルーノ・完結篇』(1893年)
歓送会で、出席者たちは悲しい現実に気づく。——世界が当分のあいだ続くのだとすると、いずれあらゆる旋律が奏で尽くされ、あらゆる駄洒落が言い尽くされるときがくる。人々は「どんな本を書こうか」ではなく「どの本を書こうか」と考えるようになるだろう。言語の語の数は有限なのだから。
スタニスワフ・レム『宇宙創世記ロボットの旅』(1965年)
世界のすべてをロボットが埋めた遙か未来、主人公の宙道士は宇宙盗賊に捕まり、「この世界の真実の情報すべてを引き渡せ」と迫られる。彼らは「二流の悪魔」(マックスウェルの悪魔の一種) を与える。それは気体分子の配置を符号化し、その中から真実の情報だけを取り出して紙テープに出力するものであった。盗賊は限りなく吐き出される紙テープの山に埋もれてしまう。

ミヒャエル・エンデ『はてしない物語』(1979年)
バスチアンはファンタージエンの帝位を追われ、「元帝王たちの都」にたどり着く。そこで灰色の猿アーガックスに案内され「出まかせ遊び」を見せられる。6つの面に文字の書かれたさいころをでたらめにならべる遊びで、都の住人はこれに熱中している。アーガックスが皮肉混じりに解説する。だがね、長いことやってると——ま、何年もやってるとだな、ときには偶然、ことばになることがある。とくに深い意味をもったことばではないにしろ、ことばはことばだ。〔…中略…〕永久につづけてりゃ、そもそも可能なかぎりのあらゆる詩、あらゆる物語ができるってわけだ。そればかりじゃない。物語についての物語も、それから、おれたちが今ここで出てきている、この物語もだ。な、理の当然だろ？ ちがうかい？— 上田真而子・佐藤真理子訳。
ダグラス・アダムス『銀河ヒッチハイク・ガイド』(1979年)
アーサーとフォードはヴォゴン人によって宇宙空間に放り出されるが、間一髪、〈黄金の心〉号（あらゆる不可能を可能にすることでワープを行う「無限不可能性ドライブ」を搭載した初の宇宙船）に救助された。その際、無限不可能性ドライブの作用によって船内に「無限の数の猿」が出現し、『ハムレット』の台本ができあがったので話がしたいと二人にせがむ。
この他、R・A・ラファティの短編「寿限無、寿限無」（1970年）やラッセル・マロニーの短編『頑固な論理』は、この定理自身がメイン・プロットとなっている作品である。

### 宗教
Doug Powellはキリスト教護教論者の立場から、仮に猿が偶然『ハムレット』にある文字を打ち出すとしても、それを伝達する意志を持つことがないから、『ハムレット』そのものを生み出すことはできない、と論じた。彼は同時に、自然法則はDNAが担っている情報を生み出すこともできなかったと述べている。ジョン・F・マッカーサー師はより一般化された主張をしている。彼は、突然変異によってアメーバから絛虫が生み出されることは、猿がハムレットの独白を打ち出すことと同じくらいありそうになく、ゆえに進化論はあまりにも見込みが低い説である、と主張した。

### 科学
猿のタイピングの常套句は、「確率がどんなに低くとも、膨大な回数繰り返せばいつかは実現される」という数学的事実を大衆に分かりやすく説明するのに有効である為、ポップサイエンスの著作を始めとして様々な文献に表れる。

#### 進化論
進化生物学者のリチャード・ドーキンスは一般向けの著書『盲目の時計職人』（1986年）の中で、自然淘汰にはランダムな突然変異から生物学的な複雑性を生み出す能力があるということを猿のタイピングの常套句で大衆に分かりやすく説明した。
ドーキンスが述べたシミュレーション実験では簡単なコンピュータプログラムを使う。このプログラムは、ランダムに打ち出される語句のうちすでに目的のテクストと一致した部分は固定していくことにより、ハムレットの台詞 “METHINKS IT IS LIKE A WEASEL”（「おれにはイタチのようにも見えるがな」〔小田島雄志訳〕）を生成する。この実験の要点は、ランダムな文字列の生成は生の材料を提供するだけであり、自然淘汰こそが情報を与える役割を担っている、という点である。
この他にも、猿が一度にひとつの文字しか打たず、それぞれの文字が連関していない、という問題点に依拠して、進化と無限の猿の間に類推は成立しない、とする意見がある。ヒュー・ペトリーは、着想の深化（彼の議論では、生物の進化ではないことに注意）を考える場合、ランダムな生成ではなくより複雑な設定での生成を想定する必要があると説いた。
類推を的を射たものにするには、猿にもっと複雑なタイプライターをあてがってやらねばなるまい。それは、エリザベス朝時代人の文章力と思考力すべてを備えている必要がある。人間の行動形態とその動因に関するエリザベス朝時代人の信念すべて、エリザベス朝時代人の道徳観や科学観、それに、これらを表現する言語の様式、といったものを備えていなければならない。さらには、特定のエリザベス朝時代人としてのシェイクスピアの信念体系を形づくった種々の経験についても考慮しなければならない。このようなタイプライターなら、猿に使わせて種々の異本を作り出させてもよいであろう。しかしもはや、シェイクスピア風の戯曲を獲得することが不可能であるかどうかは、明らかとはいえない。異なっているところは実は、これまでに集積した膨大な知識を要約するとそうなるというだけなのだから。—
ジェームズ・W・バレンタインも、古典的な意味では猿は務めを果たすことはできないと認める。しかし彼は、後生動物ゲノムを英語の書き言葉の類推で説明しており、どちらにも「組合せ論的、階層的な構造」があるため、莫大な数のアルファベットの組合せのうちごく一部だけが許されているとする。。

#### 統計力学
エミール・ボレルも1913年の論文「統計力学と不可逆性」(Mécanique Statistique et Irreversibilité) でも「打鍵猿たち」(フランス語: singes dactylographes) という表現で自身の成果を比喩的に説明している。また1914年の書籍 “Le Hasard” では、文字によって巨大な乱数列を生成する仮想の手段として猿のたとえを用いている。ボレルは、百万の猿が日に10時間文字を打つとしても、打ち出すものが世界最大の図書館の蔵書と完全に一致するということはほとんどありそうになく、まして統計力学の法則が破られることはますますもってほとんどありそうにないと、簡潔に述べている。
物理学者のアーサー・エディントンは、1928年の『物的世界の本質』(The Nature of the Physical World) で、ある容器に気体が満たされているときに、気体分子がいっせいに容器の一方の側へ向かって運動するようなことが起こる機会 (見込み) を、打鍵猿の比喩を用いて次のように解説した。
〔…〕何故、我々がこの機会を無視するかといふ理由は、随分古いたとへを使つて説明することができる。若し、私がタイプライターのキーの上に私の指を徒らにさまよはせるならば、それでわけの通る文章がたまたまできるかも知れない。若し、非常に多数の猿がタイプライターをこつこつとたたいてゐるならば、彼等は、英国博物館にあるあらゆる書物を書上げるかも知れない。彼等がさうすることの機会は、分子全体が容器の元の半分へ帰る機会よりも、遙かに多いといふことは明白である。— 寮佐吉訳。強調した箇所は原文では傍点。
キッテルとクレーマーは、彼らによる熱力学の教科書の演習問題で猿がハムレットを打ち出す確率について問い、「ハムレットの確率はそれゆえどんな実際上の出来事という意味においても0である」から、猿がいつかは目標を達成するだろうという主張は「むやみに大きな数についての誤った結論を与える」ものであるとした。この主張は統計学的な基礎に立って打鍵猿の比喩を用いたものとしては初出である。

### 乱数の生成
この定理には、法外な量の時間と資源が必要だと考えられるために現実には完遂できない思考実験が関わっている。にもかかわらず、この定理は有限のランダムなテクストを生成する試みを促してきた。
アメリカ合衆国アリゾナ州スコッツデールのダン・オリバー (Dan Oliver) が実行したあるコンピュータプログラムが、2004年8月4日に成果をもたらした。一群の「猿」が4溝2162穣5000垓年の間稼働したとき、一匹の「猿」が “VALENTINE. Cease toIdor:eFLP0FRjWK78aXzVOwm)-‘;8.t . . .” と打ち出したのである。この列の最初の19文字は『ヴェローナの二紳士』に見出せる。別のチームは『アテネのタイモン』の18文字、『トロイラスとクレシダ』の17文字、『リチャード二世』の16文字を再現した。
「モンキー・シェイクスピア・シミュレータ」と題したウェブサイト（2003年7月1日開設）には、ランダムに打鍵する猿の巨大な個体群をシミュレートするJavaアプレットが組み込まれており、仮想猿たちがシェイクスピア風の戯曲を始めから終わりまで生み出すのにどのくらい時間がかかるかを見積もることもできる。たとえば、次のテクストは『ヘンリー四世』第二部の断片を生み出したものだが、「27溝3785穣猿年」を要して24文字の一致を見るに至った——
RUMOUR. Open your ears; 9r"5j5&?OWTY Z0d…

処理能力の制約から、このプログラムは実際にランダムなテクストを生成してシェイクスピアのそれと比較するのではなく、確率論的モデルを用いている (乱数生成器を使う)。シミュレータが「一致を検出」すると（すなわち、乱数生成器がある値またはある範囲内の値を生成すると）、シミュレータ自身が一致したテクストを生成することで一致をシミュレートする。
理想的な猿は統計的にどのくらいの頻度である文字列を打ち出さねばならないかという問いは、乱数生成器の実用性を調べる方法にも結びつく。対象となる乱数生成器は単純なものから「よく洗練された」ものにまで及ぶ。計算機科学のGeorge MarsagliaとArif Zamanは、講義でこのようなテストを「重畳mタプルテスト」(overlapping m-tuple tests) と呼んだ。ランダムな列の中の引き続く要素のm個のタプルを考えるからである。しかし彼らは、これを「猿テスト」(monkey tests) と呼んだほうが生徒の受けがいいことにも気づいている。彼らは1993年、テストの分類とさまざまな乱数生成器での結果についてレポートを出版した。

## 実際の猿
無限の猿定理は(一様)ランダムにキーを打ち続けたらどのようになるかを論じたものであるが、実際の猿は自身の思考なり好みなりに応じてキーを打つ可能性がある。
では実際の猿が意味のある文書をタイプする可能性はあるだろうか。
これに対し霊長類行動学者のチェニー (Cheney) とセイファース (Seyfarth) は、実際の猿が『ロメオとジュリエット』を作り出すという望みをかなえるには運に頼るほかなかろうと評した。猿の仲間 (ここではチンパンジー) は心の理論を欠いており、自身の知識、感情、信条を他者のそれと区別できないと考えられる。したがって猿は、たとえ戯曲を書いて登場人物の行動を叙述することは習得できたとしても、登場人物の心中を描き出してアイロニーに満ちた悲劇を組み立てることは到底できないという。
2003年、プリマス大学メディア研 (MediaLab) 芸術コースの講師と学生たちが、Arts Councilから2,000ポンドの助成を受けて、実際の猿が生み出す文芸作品を研究した。イングランドのデヴォン州ペイントン動物園にある6匹のクロザルの檻の中に、コンピュータのキーボードを一月の間放置し、結果を無線接続でウェブサイトに配信した。調査員のひとりマイク・フィリップス (Mike Phillips) は、費用を抑えたためにテレビ画像に比べると迫真性に欠けるようになったが、そのために「かえって刺激的で蠱惑的な見栄えになった」とした。
猿たちはなにも生み出さないどころか、5ページものほとんどがSの字からなるテクストを生み出した。もっとも、最初は雄のボスザルがキーボードに石を叩きつけていたし、その後も猿たちはキーボードの上で排尿や排便を繰り返してはいたが。動物園の学芸員は、この実験を「科学的価値はほとんどない。ただし、『無限の猿』の理論には欠陥があることを明らかにした」と評した。フィリップスは、この芸術家によるプロジェクトは本来パフォーマンス・アートなのであり、自分たちはそこから「おそろしく多くのこと」を学んだと語った。彼は次のように結論づけている——「〔猿は〕乱数生成器ではない。それよりもはるかに複雑精妙なものである。〔中略〕猿たちは画面に映し出されるものに強い関心を示し、字を打つとなにかが起こるのを眺めていた。そこには一定の意図が働いていた。